# Николай I (граф Текленбурга)

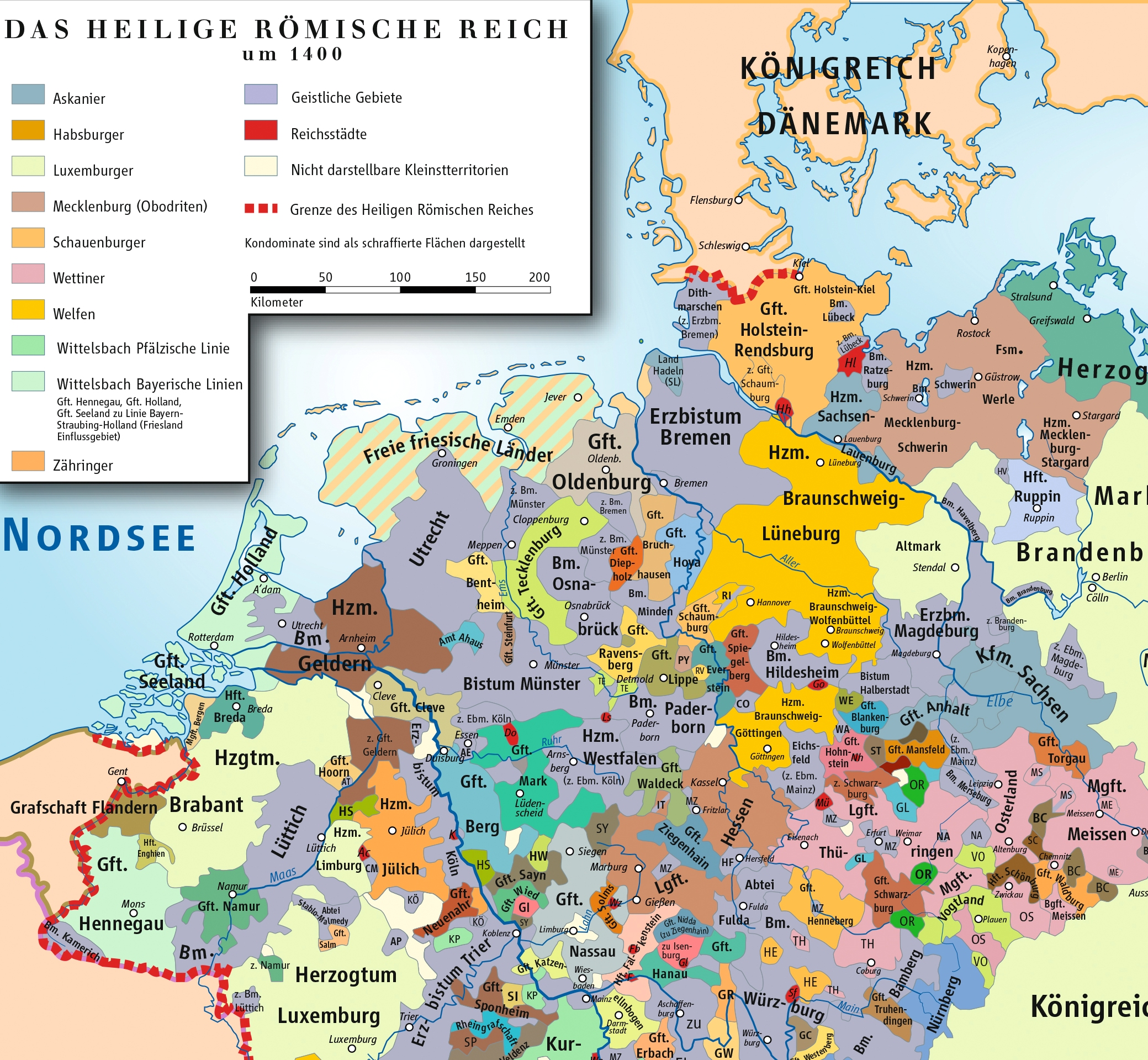
Графство Текленбург на карте Германии XIV в.

Николай I (нем. Nikolaus I.; ок. 1300 — 1367) — граф Текленбурга с 1328 года. Последний граф Шверина в 1357—1358 годах.
Сын шверинского графа Гунцелина VI и его жены Рихардис, дочери Оттона IV Текленбургского.
В 1328 году наследовал своему дяде — Оттону V в качестве графа Текленбург-Иббендюрена, Лингена и Клоппенбурга. До 1330 года правил под опекой графа Адольфа фон дер Марк — двоюродного дяди по материнской линии.
В 1350 году уступил епископу Оснабрюка Фуурстенау, Швагсдорф и Берге.
Получил от тестя Альтбруххаузен, от которого вскоре отказался из-за долгов.
После смерти брата, Оттона I, (1357) унаследовал графство Шверин. В 1358 году продал его герцогу Мекленбурга Альбрехту II за 20 тысяч серебряных марок.
В 1365 году, после смерти своего свата князя Бернхарда V цур Липпе, присоединил синьорию Реда, как наследство его дочери.

## Семья
Николай I был женат на Елене, дочери графа Оттона фон Ольденбург-Вильдесхаузен-Альтбруххаузен. У них было двое детей:
- Оттон VI (ум. 1388)
- Рихардис, замужем за графом Оттоном III фон Ольденбург-Дальменхорст.